# 斯卡伯勒和惠特比
斯卡伯勒和惠特比（英語：Scarborough and Whitby），英國國會一自治市選區，位於英格蘭北約克郡的東北部地區。始設於1918年，1974年撤銷，1997年恢復。
本區除1997至2005年由工黨人士任議員以外，一直由保守黨控制。2010年大選中保守黨的羅伯特·古德威爾以42.8%選票勝出該區連任。